# Eric Hägge
Eric Hägge, född 4 april 1900 i Halmstad, död 26 november 1994 i Halmstad, var en svensk journalist.
Hägge var son till redaktören Bengt A. Hägge och Esther Arnander; själv var han gift med dottern till en skeppsredare, Thyra Svensson. Han avlade studentexamen vid Halmstads högre allmänna läroverk 1918 och diplomerades senare från Handelshögskolan i Stockholm. Han var medarbetare tidningen Halland 1920–1929 och chefredaktör där 1929–1951. Han var styrelseledamot i Tidningsutgivarna, Tidningarnas arbetsgivareförening och Tidningarnas Telegrambyrå, ordförande i Hallands tidningsutgivareförening, Högerpressens ekonomiska förening 1936–1951, styrelseledamot i Hallands museiförening, och Föreningen Gamla Halmstad. Han var ledamot av stadsfullmäktige i Halmstads stad 1934–1951 och av dess beredningsutskott.